# 限籍令
限籍令是一则关于中国大陆对非中国籍的娱乐圈人士进行限制的谣言。2021年8月底开始，一份写着“國家廣電總局出台限籍令，開始限制外國國籍明星了”的7人限籍令名單在中文互联网上流傳，其中包含美國籍劉亦菲、加拿大籍謝霆鋒、美國籍潘瑋柏、美國籍王力宏、加拿大籍趙又廷、新加坡籍李連杰，以及英國籍張鐵林等人。有媒体表示“已经加入外国国籍的明星们，将很难再在中国的舞台上大肆圈钱”，也有媒体解读为並非要禁用所有非中國籍藝人，并指出“限籍令”消息与2020年2月21日中国网络视听节目服务协会发布的《网络综艺节目内容审核标准细则》有关，该细则中对主创及出镜人员选用做出了规定。9月4日，孙燕姿经纪公司出面回应表示“限籍令”消息不实。

## 规定原文
二、网络综艺节目内容审核具体细则依据网络综艺节目内容审核基本标准，网络播放的网络综艺节目，及其标题、名称、评论、弹幕、表情包等，其语言、表演、字幕、背景中不得出现以下具体内容(常见问题) :
第一部分 通用细则
(一)主创及出镜人员选用问题：

4.选用外国国籍或港澳台籍人士不当的。——中国网络视听节目服务协会，《网络综艺节目内容审核标准细则》